# Mare de Déu del Roser de Vilagrassa
Mare de Déu del Roser de Vilagrassa és un església de Vilagrassa (Urgell) inclosa a l'Inventari del Patrimoni Arquitectònic de Catalunya.

## Descripció
Edifici d'una nau de tres crugies coberta per tres trams de volta de creueria. El presbiteri és quadrangular. En una clau de volta, hi consta la data 1561, possiblement la d'acabament de la nau, feta encara en estil gòtic. La porta d'entrada, renaixentista, als peus de l'ermita, és d'arc de mig punt flanquejat per sengles columnes acanalades sobre basament, que sostenen un arquitrau, sobre el qual s'obre una finestra (inicialment devia ser una fornícula) amb una columneta a cada banda, en què recolza un petit arquitrau amb un frontó triangular. A cada banda hi ha una doble voluta, que ens fa datar aquesta portada el segle xvii. Damunt del petit frontó hi ha l'escut de la família a què s'atribueix la fundació de l'ermita
El segle xviii, hom va construir el porxo que precedeix l'accés a l'ermita. Aquest porxo és obert per un gran arc de mig punt en cada un dels seus tres costats exteriors. A la dovella de l'arc frontal es llegeix la data 1775.

## Història
El culte a la Mare de Déu del Roser, aparegut els segles xiv i xv, s'intensificà el segle xvi, especialment arran de la victòria obtinguda a la batalla de Lepant (1571), que hom atribuí a la intercessió de la Mare de Déu. La capella del Roser de Vilagrassa, segons la data (1561) que consta en una clau de volta de la nau, es devia construir abans de la batalla de Lepant, quan el culte del Roser ja estava força estès.
A Vilagrassa, sembla que fou el rector Jaume Boleda i el seu germà els fundadors d'uns llegats per al sosteniment, conservació i culte de la capella. Hi van col·laborar també els paers de la vila i tot el poble. Una comissió presidida pel paer i el rector administrava el capital. La festa de la capella del Roser de Vilagrassa se celebra el primer diumenge de maig (Roser de maig).